# Victor Lander
Victor Lander (født 26. april 1994) er en dansk stand-up komiker, skuespiller og tv-vært. Kendt som vært på Lego Masters (2021-2022) og Sommer Summarum (2019) og skuespiller i tv-serien Sikker og Søn (2016-2022), begge på DR Ramasjang, har han også lavet udsendelser på DR Ultra. Lander debuterede med sit første one-man-show, Victors Forældre Skal Skilles, i 2016, hvor hans forældres skilsmisse var et gennemgående tema. Samme tema gik igen i Landers andet one-man-show Victor Flygter Hjemmefra, ligesom at han udgav et one-man showet Det Store Skilsmisseshow på DR Ultra i 2018.

## Karriere
Lander havde sin debut som standup-komiker som 13-årig, da han optrådte på Bane Hotel i Aarhus som opvarmning for aftenens set bestående af Dan Andersen, Niels Peter Henriksen, Audrey Castañeda og Anders Matthesen.
I 2014 optrådte Lander til Zulu Comedy Galla, hvor han sammen med Natasha Brock og Jonas Brøndum var udvalgt som "De Nye Håb".
Lander spillede i 2016 med i Rådet for Sikker Trafiks serie for børn, Sikker og Søn, der blev sendt på DR Ramasjang, hvor han spillede rollen som Søn. Samme år debuterede Lander med sit første one-man show Victors Forældre Skal Skilles. Forældrenes skilsmisse er også et gennemgående tema i Landers andet one-man show fra 2019, Victor Flygter Hjemmefra.
På DR har Lander også lavet et one-man show til DR Ultra i 2018, der ligesom de to andre shows også handlede om skilsmissen under navnet Det Store Skilsmisseshow. Derudover har han medvirket i Ramasjang Redder Havets Dyr som Fisken Gælle og vært for Sommer Summarum i 2019.
I 2020 medvirkede Lander i 3. sæson af TV 2s underholdningsprogram, Stormester, som han vandt.
I 2021 og 2022 var Lander vært på den danske udgave af det britiske tv-show- og konkurrence, Lego Masters. Han var nomineret til "Årets tv-vært" ved Zulu Awards i 2022.

## Privat
Lander har siden 2021 dannet par med sangeren Annika Aakjær. I 2023 købte parret en lejlighed sammen på Amager, dog gik parret fra hinanden samme år. 

## Filmografi

### Skuspiller
| År   | Titel                                  | Rolle  |
| ---- | -------------------------------------- | ------ |
| 2016 | Sikker og Søn                          | Søn    |
| 2021 | Panik                                  | Mads   |
| 2021 | Krummerne - Det er svært at være 11 år | Holger |

### Vært
| År        | Titel              |
| --------- | ------------------ |
| 2019      | SommerSummarum     |
| 2021-2022 | Lego Masters       |
| 2024      | Det sorte kageshow |

### Reality
| År        | Titel                            | Note                                              |
| --------- | -------------------------------- | ------------------------------------------------- |
| 2020-2023 | Stormester                       | Sæson 3 (1. plads) og Vindernes Vinder (5. plads) |
| 2025      | Roasted - verdens skoveste ferie | Sæson 2                                           |
| 2025      | Forræder                         | Sæson 3 (4. plads)                                |

## One-man shows
- Victors Forældre Skal Skilles (2016)
- Det Store Skilsmisseshow (2018)
- Victor Flygter Hjemmefra (2019)
- Weekend 2022